# Мебель Москва
«Мебель Москва» — российская компания, старейший в Москве производитель мебели. Производственные мощности компании в настоящее время находятся в Поварово Московская область. Основана в 1926 году.

## История
Компания основана в 1926 году.
Согласно постановлению Совета Труда и Обороны №С-123сс от 21 сентября 1935 г., в целях перевода производственных мощностей Наркомлеса на оборонную продукцию был организован трест (главк), названный «Союзмебель». В его состав вошли десять заводов: № 41 и с № 161 по № 169. С марта 1940 г. завод № 41, объединившись с Московским глиссерным заводом, стал выпускать катера НКЛ-27, глиссеры НКЛ-5, аэросани НКЛ-16 и сопутствующую продукцию — сани для вывоза снега и т. п..
В 1938 году трест «Союзмебель» был ликвидирован, на его основе создан трест Главспецдревпром, в котором завод № 41 являлся головным, также на заводе работала производственная база КБ-разработчика аэросаней.
В ноябре 1941 года предприятие было эвакуировано на площади лесозавода им. С. Н. Халтурина, в деревне Коноваловка Кировской области. Из 294 человек, работающих на заводе до эвакуации в Киров выехали 120 человек.
Указом Президиума Верховного Совета СССР от 12 июня 1942 г. за освоение и выпуск нового вида вооружений для РККА завод № 41 был награждён орденом Трудового Красного Знамени, а группа работников завода — орденами и медалями СССР..
На старой территории завода № 41 оставшаяся в Москве после эвакуации небольшая группа из 10-12 человек во главе с П. А. Кузьминым стала изготавливать из имеющегося запаса материалов доски, бруски и бревна на блиндажи защитникам Москвы. В одном из складов был организован цех спецукупорки (тара для боеприпасов). 14 января 1942 г. приказом по НКЛ № 5/ОГ оставшееся в Москве производство было переименовано в Глиссерный завод, на базе оставшегося оборудования вновь было организовано производство глиссеров, полу-глиссеров и аэросаней. В 1943 году оно было переименовано в «завод № 42».
Указом Президиума Верховного Совета СССР от 05.01.1945 г. за освоение и выпуск вооружения для Красной Армии группа работников завода № 42 (г. Москва) была награждена орденами и медалями.
С 1945 г. завод № 42 был переведен на выпуск мирной продукции: электростанции, ремонтные мастерские, автокраны для погрузки лесоматериалов.
В 1951 году завод № 42 был переведен в систему Главного управления мебельной промышленности (Главмебельпром) Министерства бумажной и деревообрабатывающей промышленности СССР и приступил к изготовлению мягкой мебели. Число производственного персонала составляло 307 человек.
Летом 1955 года, когда были введены в эксплуатацию объекты первой очереди расширения предприятия, Завод № 42 получил наименование Московский мебельно-сборочный комбинат № 2.
В 1959 году были начаты работы по строительству второго производственного корпуса.
В 1961 году ММСК-2 впервые стал участником Выставки достижений народного хозяйства СССР, за набор малогабаритной секционной мебели К-58-103 «Москва» работники комбината были награждены медалями ВДНХ.
В 1962 году ряд работников завода были награждены орденами и медалями за успешное выполнение задания правительства по изготовлению мебели и другой продукции для оборудования Кремлёвского Дворца съездов.
В 1963 году на площадях комбината был открыт вечерний филиал Московского механико-технологического техникума деревообрабатывающей промышленности СССР, в котором ежегодно обучались более 300 работников комбината и других мебельных предприятий.
В 1985 году приказом Министра лесной, целлюлозно-бумажной и деревообрабатывающей промышленности СССР от 11.03.85 года создано "Производственное мебельное объединение «Москва» (ПМО «Москва»). 30 января 1992 года началась новая эпоха в жизни комбината, в этот день было зарегистрировано акционерное общество закрытого типа «Москва» (АОЗТ «Москва») с правом собственности и со статусом юридического лица. В 1998 году ЗАО «Москва» переименовано в ЗАО "Мебельное объединение «Москва». лицензия на фирменное название № 000375 от 13.10.98 г. (бессрочно). В 2003 г. предприятие зарегистрировало новый торговый знак Мебель Москва и переименовалось в группу компаний «Мебель Москва», которую возглавил Игорь Владимирович Сивенцов, ведущим из них стало предприятие по изготовлению мебели ООО «Мебель-М».